# Manny Ward
Manny Ward (* 1968 in New York) ist ein DJ, Remixer und Musikproduzent.

## DJ
1985 startete er seine Karriere als DJ im NCO Club auf einer Air-Force-Basis. Nachdem er die Amerikanische Luftwaffe 1990 verlassen hatte, kehrte er heim nach New York und nahm sich etwas Zeit, um wieder in die New Yorker House-Musikszene zu finden.
Bald darauf eröffnete er die Abende für DJs David Morales, Shep Pettibone und Frankie Knuckles, was ihm Bekanntheit einbrachte. Inspiriert von der Musik, die Junior Vasquez, Frankie Knuckles und Timmy Regisford spielten, entschloss er sich, hauptberuflich aufzulegen.
1991 nahm ihn sein Freund und Mentor Frankie Knuckles (The Godfather of House) als Protégé an. David Morales und Danny Tenaglia folgten als Mentoren.
Zwischen 1992 und 1996 eröffnete er freitags die Sound Factory Bar und zeichnete für die Musik im "Deep Room" verantwortlich. Auf der Höhe seiner Karriere, Mitte der 1990er Jahre, verschwand er aus dem Rampenlicht und lebte sehr zurückgezogen. Offensichtlich hat er in der Zwischenzeit viele Songs produziert, da er inzwischen regelmäßig auf seinem Myspace-Profil neue, bisher unveröffentlichte, Tracks vorstellt.
Auf die Einladung von David Morales kam Ward nach Montreal. Einer weiteren Einladung Morales' folgend, nahm er seinen Platz an der Spitze der New Yorker House-Szene ein und spielt jetzt Seite an Seite mit Größen wie Angel Moraes, Lord G und Danny Tenaglia.

## Produzent
Ward ist bestens bekannt für seine frühen Arbeiten bei dem New Yorker Label Eightball Records. Kevin Williams, damals A&R bei Eightball, warf Ward mit den Worten "Du machst mir einen Remix dieser Platte" ins Studio. So machte er seinen ersten Remix mit dem Tontechniker Konrad Correlli. Das Resultat "Sister, Sister" von Al Mack featuring Vanessa Evelyn war ein großer Erfolg.
Es folgten weitere Veröffentlichungen und Remixe für Joi Cardwell, Junior Vasquez, Barton und andere. Der Barton-Song "To Call My Own" erreichte 2006 Platz 15 der Billboard "Dance Club Play Charts" und Platz 1 der OUTQ-Charts von Sirius Radio (US Kabel Radiosender).

## Diskografie

### Veröffentlichungen
- "Crash Tribe" (Feel Me) (12") 2003
- "U II Feel" (feat. Barton) 2005
- "The Cycle" (feat. Danny 'Buddah' Morales) 2007
- "e11even" 2007

### Remixe
- "Sister Sister" (12") 1995
- "Lift Him Up" (12") 1996
- "Mr. Fantasy" (12") 1996
- "Sister Sister" (Junior Works Eightball 2xCD) 1998
- "Sister Sister" (Paradise Garage 2 2xCD) 1999
- "Tonight" (Green) (CD, Maxi) 2004
- "Take Me Up" (Gray) (CD, Maxi) 2005
- "Take Me Up" (Sepia) (CD, Maxi) 2005
- "To Call My Own" (Right Shift) (CD, Maxi) 2006
- "Goodlife" (CD, mp4) 2006
- "Don't Stop" (CD, mp4) 2007

### Produktionen
- Journey / Luv Play (12") 1995
- "Mr. Fantasy" (Junior Vasquez Live Vol. 1 2xCD) 1997
- "Mr. Fantasy" (Junior Works Eightball 2xCD) 1998
- "Precocious Track" (12") 1998